# John Améen
Johan (John) Gustaf Gerhard Améen, född 26 september 1867 i Karlskrona amiralitetsförsamling, Blekinge län, död 27 oktober 1930 i Gryts församling, Södermanlands län, var en svensk militär (generalmajor).

## Biografi
Améen var son till kommendören John Améen och friherrinnan Julie De Geer samt bror till Henrik och Louis Améen. Han blev underlöjtnant vid Svea artilleriregemente (A 1) 1887, major vid generalstaben 1910 och vid Göta artilleriregemente (A 2) 1912. Améen var stabschef vid 6. arméfördelningen från 1910. Améen var överstelöjtnant och chef för Gotlands artillerikår 1913–1915, blev överste vid trängen 1915 och tillika inspektör för trängen 1916. Han utnämndes till generalmajor på reservstat 1926.
Han blev ledamot av Kungliga Krigsvetenskapsakademien 1909.
Améen gifte sig 1893 med friherrinnan Märta Sparre (1871–1940), dotter till kapten, friherre Carl Axel Ambjörn Sparre och Emma Munktell.